# Austrosynotis rectirama
Austrosynotis es un género monotípico de plantas herbáceas perteneciente a la familia de las asteráceas. Su única especie: Austrosynotis rectirama, es originaria de Tanzania y Malaui.

## Descripción
Es una planta trepadora que alcanza un tamaño de 7 m de longitud;  tomentosa a puberulenta, glabrescente, a menudo con manchas de color púrpura. Las hojas cordadas, de 3-8 cm de largo, 2-6 cm de ancho, base cordada, los márgenes dentados para denticulados, el ápice acuminado, las venas palmadas, visible desde abajo; con pecíolos de 2,6 -3,5 cm de largo. Capitulescencias en corimbos axilares o terminales, irradiantes; con pedúnculo tomentoso; involucro de 3.2-3.9 mm de largo, 1-1.4 mm de diámetro, brácteas  lanceoladas, de 1.5-3.2 mm de largo; filarios 12-13, tomentosos, con barba en el vértice . Flores liguladas 5, amarillas, 4.5-7 mm de largo, 1.2-1.5 mm de ancho, 4-5-nervada; disco de florecillas ± 15, amarillas, 4.5-8 mm de largo, lóbulos de 1.2-1.5 mm de largo. Aquenios de 0.5-2.3 mm de largo, 4-nervada, estrigosos; vilanos de 5-8 mm de largo, de color blanco cremoso.

## Taxonomía
Austrosynotis rectirama fue descrita por (Baker) C.Jeffrey  y publicado en Kew Bulletin 41(4): 878. 1986.
Sinonimia
- Senecio rectiramus Baker basónimo[4]